# Edoardo Severgnini
Edoardo Severgnini (Milán, 13 de mayo de 1904-Milán, 31 de enero de 1969) fue un deportista italiano que compitió en ciclismo en la modalidad de pista. Ganó dos medallas de bronce en el Campeonato Mundial de Ciclismo en Pista, en los años 1934 y 1938.

## Medallero internacional
| Campeonato Mundial | Campeonato Mundial       | Campeonato Mundial | Campeonato Mundial |
| Año                | Lugar                    | Medalla            | Competición        |
| ------------------ | ------------------------ | ------------------ | ------------------ |
| 1934               | Leipzig (Alemania)       | Medalla de bronce  | Medio fondo (P)    |
| 1938               | Ámsterdam (Países Bajos) | Medalla de bronce  | Medio fondo (P)    |